# Хашт-Масджед (Кучесфаган)
Хашт-Масджед (перс. خشت مسجد) — село в Ірані, у дегестані Белесбене, у бахші Кучесфаган, шагрестані Решт остану Ґілян. За даними перепису 2006 року, його населення становило 935 осіб, що проживали у складі 297 сімей.

## Клімат
Середня річна температура становить 14,12°C, середня максимальна – 27,59°C, а середня мінімальна – -1,17°C. Середня річна кількість опадів – 1050 мм.
| Клімат поселення                              | Клімат поселення | Клімат поселення | Клімат поселення | Клімат поселення | Клімат поселення | Клімат поселення | Клімат поселення | Клімат поселення | Клімат поселення | Клімат поселення | Клімат поселення | Клімат поселення | Клімат поселення |
| Показник                                      | Січ.             | Лют.             | Бер.             | Квіт.            | Трав.            | Черв.            | Лип.             | Серп.            | Вер.             | Жовт.            | Лист.            | Груд.            |                  |
| Середній максимум, °C                         | 7,98             | 8,74             | 11,68            | 17,93            | 21,87            | 25,50            | 27,54            | 27,59            | 24,86            | 20,85            | 16,33            | 11,71            |                  |
| Середня температура, °C                       | 3,42             | 4,17             | 7,11             | 13,35            | 17,30            | 20,92            | 23,25            | 23,30            | 20,57            | 16,57            | 12,04            | 7,42             |                  |
| Середній мінімум, °C                          | −1,17            | −0,4             | 2,54             | 8,78             | 12,72            | 16,35            | 18,97            | 19,02            | 16,28            | 12,28            | 7,75             | 3,14             |                  |
| Норма опадів, мм                              | 110              | 87               | 81               | 52               | 43               | 28               | 23               | 52               | 110              | 170              | 150              | 144              |                  |
| Середньомісячна швидкість вітру, м/с          | 2.20             | 2.40             | 2.40             | 2.30             | 2.30             | 2.48             | 2.58             | 2.30             | 2.10             | 2.09             | 2.00             | 2.00             |                  |
| Середньомісячна сонячна радіація, кДж/м²·день | 6771             | 8949             | 11001            | 15702            | 20009            | 22180            | 23085            | 19493            | 15976            | 10862            | 8537             | 6556             |                  |
| --------------------------------------------- | ---------------- | ---------------- | ---------------- | ---------------- | ---------------- | ---------------- | ---------------- | ---------------- | ---------------- | ---------------- | ---------------- | ---------------- | ---------------- |
| Джерело:                                      |                  |                  |                  |                  |                  |                  |                  |                  |                  |                  |                  |                  |                  |